# Критаракия
Критаракия (на гръцки: Κριθαράκια), е село в Република Гърция, в дем Гревена, област Западна Македония.

## География
Селото е разположено на 780 m надморска височина, на около 15 km северно от град Гревена и на 3 km южно от Климатаки (Дурвунища).

## История

### В Османската империя
В края на XIX век Критаракия е малко гръцко чифлишко село в северната част на Гребенската каза на Османската империя. Според статистиката на Васил Кънчов през 1900 година в Критаракъ (Картаракя) живеят 71 гърци християни.
На Етнографската карта на Битолския вилает на Картографския институт в София от 1901 година Картарана е чисто гръцко село в Гревенската каза на Серфидженския санджак с 13 къщи.
Според статистика на Серфидженския санджак на гръцкото консулство в Еласона от 1904 година в Критаракия (Κριθαράκια), Гревенска каза, живеят 45 гърци елинофони християни.

### В Гърция
През Балканската война в 1912 година в селото влизат гръцки части и след Междусъюзническата в 1913 година Критаракия влиза в състава на Кралство Гърция.
Населението произвежда жито, овошки, градинарски култури, като се занимава частично и със скотовъдство.
| Година    | 1913 | 1920 | 1928 | 1940 | 1951 | 1961 | 1971 | 1981 | 1991 | 2001 | 2011 | 2021 |
| --------- | ---- | ---- | ---- | ---- | ---- | ---- | ---- | ---- | ---- | ---- | ---- | ---- |
| Население | 19   | 19   | 24   | 46   | 38   | 49   | 24   | 19   | 13   | 15   |      |      |